# Villacondide
Villacondide ist eines von acht Parroquias in der Gemeinde Coaña der autonomen Region Asturien in Spanien.

## Geographie
Villacondide ist ein Parroquia mit 312 Einwohnern (2011) und einer Fläche von 9 km². Es liegt auf 66 msnm. Der Ort liegt 3,1 km vom Hauptort Coaña, der gleichnamigen Gemeinde entfernt. Die Pfarrkirche ist San Cosme und San Damián geweiht.
Der Ort liegt nahe am Rio Navia.

## Wirtschaft
Die Landwirtschaft und der Fischfang prägen seit alters her die Region.

## Klima
Angenehm milde Sommer mit ebenfalls milden, selten strengen Wintern. In den Hochlagen können die Winter durchaus streng werden.

## Sehenswürdigkeiten
- Castro de Mohías
- Castro de Coaña

## Dörfer und Weiler in der Parroquia
- La Ronda (A Ronda)
- Busnovo
- El Estelleiro (L'Estelleiro)
- Porto
- Sabariz (Savariz)
- Tarrebarre
- Teijedo (Teixedo)
- Villacondide
- Villardá